# Rijksdienst voor het Wegverkeer
L'RDW, formalmente conosciuto come "Dienst Wegverkeer" secondo la legge, è un ente autorità amministrativa indipendente olandese responsabile di varie questioni relative al traffico e ai veicoli stradali. Questa organizzazione, precedentemente nota come "Rijksdienst voor het Wegverkeer" (fino al 1994), è responsabile di:
- la prima immatricolazione dei veicoli per il mercato dei Paesi Bassi
- la revisione periodica dei veicoli
- la registrazione dei veicoli e delle imbarcazioni e l'emissione dei relativi documenti
- la gestione delle patenti di guida
- la supervisione e controllo delle società riconosciute dalla RDW autorizzate alla revisione dei veicoli ed alla stampa delle targhe

Le targhe non vengono prodotte dall'RDW ma solo ed esclusivamente da soggetti privati autorizzati. L'RDW rimane comunque responsabile per la tenuta del pubblico registro e l'emissione dei documenti di proprietà e di circolazione del veicolo.